# 勾陳增二
HD 221525，又名BD+86 344，SAO 3916、HR 8938，是一颗恒星，视星等为5.58，位于銀經121.86，銀緯24.61，其B1900.0坐标为赤經23h 27m 48.7s，赤緯+86° 24.61′ 21″。